# Stegania trimaculoides
Stegania trimaculoides är en fjärilsart som beskrevs av Eugen Wehrli 1931. Stegania trimaculoides ingår i släktet Stegania och familjen mätare. Inga underarter finns listade i Catalogue of Life.